# نیک اورسمن
نیک اورسمن (انگلیسی: Nick Eversman؛ زادهٔ ۱۵ فوریهٔ ۱۹۸۶) یک هنرپیشه اهل ایالات متحده آمریکا است. وی از سال ۲۰۰۹ میلادی تاکنون مشغول فعالیت بوده‌است.
از فیلم‌ها یا برنامه‌های تلویزیونی که وی در آن نقش داشته است می‌توان به فراری‌ها، وحشی، در درب شیطان، مکیدن خون‌آشام و داف اشاره کرد.